# TER Limousin
Le TER Limousin était un des trois réseaux de lignes TER de la région Nouvelle-Aquitaine (avec les TER Aquitaine et TER Poitou-Charentes) avant la création des TER Nouvelle-Aquitaine. Il portait le nom de l'ancienne région administrative Limousin.
Parmi les sept premières régions françaises à expérimenter la régionalisation du transport ferroviaire entre 1998 et 2001, le Limousin est marqué par son relief et sa faible densité de population qui influencent son réseau ferroviaire, encore relativement dense mais largement constitué de lignes non-électrifiées, secondaires ou anciennement principales. Le réseau TER Limousin, mis en place sous la forme actuelle en 1999 et principalement organisé autour des gares de Limoges et Brive, transporte quotidiennement 6 100 voyageurs, ce qui en fait le réseau régional le moins fréquenté de France, grâce à 145 trains, sur environ 850 km de voies.

## Histoire

### Le transport régional avant la décentralisation
En 1960, le trafic régional et local est assuré surtout par les trains omnibus, qui incluent les trains directs ou semi-directs. Dans l'ancienne région Limousin, ce trafic est alors un peu moins bien développé que sur la moyenne nationale. En général, les horaires prévoient trois aller-retours omnibus par jour, mais sur l'importante ligne de Paris à Toulouse, le trafic omnibus se résume même à deux omnibus par jour et par sens entre Brive-la-Gaillarde et Montauban. D'autre part, certaines sections bénéficient d'une desserte plus étoffée. Trois lignes ou sections comptent quatre ou cinq aller-retours omnibus par jour. Il s'agit de la ligne de Montluçon à Saint-Sulpice-Laurière et la section suivante de l'artère Paris - Toulouse jusqu'à la gare de Limoges-Bénédictins, de la section de Busseau-sur-Creuse à Felletin et de la ligne de Tulle à Argentat du PO-Corrèze, réseau à voie métrique. Deux sections ont même une desserte de six aller-retours ou plus, à savoir le tronc commun de Limoges à Nexon, long de 20 km, et de la section de Brive-la-Gaillarde à Tulle. L'offre omnibus est cependant complétée par des express à arrêts relativement fréquents et utilisables sans réservation ou supplément.
La SNCF n'ayant pu atteindre l'équilibre financier à la fin de l'exercice 1973, le ministère des Finances fixe l'objectif de reporter les services omnibus sur 10 000 km de voies ferrées sur la route, chiffre bientôt porté à 12 500 km. Quand Jacques Chirac devient Premier ministre le 27 mai 1974, il décrète rapidement l'arrêt des transferts sur route autoritaires et propose d'attendre tout d'abord l'élaboration des premiers schémas régionaux de transport (SRT) décidée le 6 mars 1974. Six régions sont choisies comme régions pilotes, dont la région Limousin fait partie, et le principe est progressivement étendu sur toutes les régions jusqu'en 1977. Les régions vont se voir se confier l'organisation des services omnibus, avec l'idée sous-jacente qu'elles vont fermer des lignes rurales pour utiliser les économies réalisées pour l'amélioration des dessertes déclarées d'intérêt régional par le SRT. Le but global est l'amélioration des transports collectifs sans coûts supplémentaires pour la collectivité. La procédure du SRT Limousin est lancée en septembre 1975 seulement.
Trois relations pilotes sont choisies pour tester les effets d'une amélioration de l'offre : la ligne routière Guéret - La Souterraine (raccordement de la préfecture de la Creuse à la ligne Paris - Toulouse), Ussel - Tulle - Limoges (désenclavement d'Ussel et meilleure desserte de la préfecture de la Corrèze et Limoges - Poitiers (en faisant suite à une initiative locale). En outre, l'amélioration des correspondances avec la ligne Paris - Toulouse et le développement des relations transversales Limoges - Montluçon - Lyon et Brive - Clermont-Ferrand sont définis comme objectifs. Quinze liaisons d'intérêt régional sont identifiées, et trois scénarios correspondant à trois niveaux d'améliorations sont étudiées. Cependant, seule la section de Felletin à Ussel (45 km est proposée pour être transférée sur la route. Les économies pouvant être dégagées par cette mesure étant bien modestes, la Région ne met en œuvre aucune des améliorations envisagées. Toutefois, souhaitant bénéficier des dispositions du décret d'application des SRT du 30 août 1977, dont notamment le reversement des économies des transferts sur route, la Région adopte son SRT au mois de novembre 1977. L'État s'en montre déçu, comme de celui de quatre autres des six régions pilotes : le renforcement de la desserte sur des lignes rurales va à l'encontre de la politique, et le transfert sur route d'une seule ligne ne le suffit pas. L'État s'offusque également que le Limousin tente de repousser la fermeture de Felletin - Ussel.
Pour parvenir à ses fins, l'État change de stratégie et donne à la SNCF les moyens de décider d'elle-même de la fermeture de lignes, par le nouveau contrat d'entreprise État / SNCF de mars 1979. Aussitôt, la SNCF annonce la suppression des trains de voyageurs entre Felletin et Ussel pour l'horaire été 1980. En effet, les trains ne sont occupés que par sept voyageurs en moyenne, et la rentabilité est la pire sur le réseau français, avec des dépenses dépassant trente-six fois les recettes. Ceci n'empêche pas la Région de protester en juin 1979, avant de négocier avec l'État pour bénéficier rétroactivement des dispositions du décret d'août 1977 en cas de fermeture de la ligne. Normalement, l'échéance aurait été le 31 décembre 1977. Les derniers autorails entre Felletin et Ussel circulent donc le 31 mai 1980. À compter du 1er juin 1980, un certain nombre des aménagements proposés par le SRT sont donc mis en œuvre grâce aux économies reversées. Pour quatre lignes, des conventions d'exploitations sont signées avec la SNCF. Comme les autres régions, à l'exception des Pays de la Loire, le Limousin ne dépense rien pour les transports ferroviaires de son budget propre, et son budget consacré aux trains régionaux n'est que de 6 600 000 francs en 1984.
La LOTI, promulguée le 30 décembre 1982, encourage la décentralisation des transports, sans pour autant définir un cadre précis. Puis, la loi du 7 janvier 1983 sur la répartition des compétences entre les communes, les départements, les régions et l'État donne le coup d'envoi à la décentralisation sur un plan plus général, avec, entre autres, l'instauration du suffrage universel des Conseillers régionaux. Sur le plan des transports ferroviaires régionaux, l'attitude de l'État reste ambivalente. En effet, il ne veut pas doter les régions des budgets nécessaires leur permettant de se substituer à l'État pour le versement de la contribution d'équilibre des services SNCF d'intérêt régional. Il craint que les régions puissent détourner ces fonds de leur destination initiale et ne réduisent les services ferroviaires, ce qui n'est plus souhaité, contrairement aux années 1970. De ce fait, la décentralisation des services ferroviaires ne peut être que facultative, l'État l'encourageant toutefois, souhaitant que les régions s'investissent dans leur amélioration.

### De la naissance du TER jusqu'à la régionalisation
Le TER Limousin est lancé en 1986 à la suite de la mise en place d'une nouvelle politique commerciale de la SNCF sur le plan des transports régionaux, souhaitant affirmer davantage sa propre identité d'entreprise en mettant fin, notamment, aux décorations des trains suivant les souhaits des régions. « TER » traduit une stratégie commerciale reposant sur la marque TER avec son logo et sa décoration, sorte de label de qualité ; la charte TER signée entre la SNCF et les régions qui le souhaitent ; et la gamme commerciale TER. Elle s'exprime à travers l'information voyageurs, la promotion et la communication institutionnelle. Parmi les quatre coloris que la SNCF propose pour la livrée du matériel TER, la région Limousin choisit le rouge. Le TER veut rajeunir l'image des transports ferroviaires régionaux, jusque-là négligés et souffrant d'une mauvaise image. Pour la première fois, une telle initiative est mise en œuvre sur le plan national et s'accompagne de conventions avec toutes les régions (sauf trois, retardataires). Le Limousin signe donc sa convention en juin 1986, comme cinquième des vingt régions concernées par le TER. D'une durée de cinq ans, il s'agit d'une convention dite « à la marge », c'est-à-dire la Région ne doit assumer que les charges supplémentaires engendrées par les modifications du service de l'année de référence effectuées à sa demande. Autrement dit, les trains régionaux ne coûtent rien à la Région tant qu'elle ne demande pas des aménagements de l'offre. La Région a droit au versement d'un bonus si la fréquentation augmente à la suite des modifications qu'elle a apportées à la desserte. Comme le Limousin est la première à signer une convention de ce type (avec les Pays de la Loire, l'on parle généralement de « convention de type Limousin ». Ce début de conventionnement global coïncide à peu près avec l'instauration du TER, mais est en fait un développement indépendant issu de la politique de décentralisation.
Au début du TER Limousin, 96 % des relations desservies le sont par le train uniquement, et 4 % des relations sont des lignes routières. Jusqu'à l'horaire d'hiver 1990/1991, une desserte mixte est introduite sur 8,7 % des relations ferroviaires, c'est-à-dire que l'offre de trains est complétée par des autocars TER à tarification SNCF. Est concernée notamment la section Limoges - Uzerche de la ligne Paris - Toulouse. Ensuite, l'horaire d'hiver 1992/1993 apporte le transfert sur route partiel des lignes Busseau-sur-Creuse - Felletin et Montluçon - Eygurande-Merlines, avec un unique aller-retour par train maintenu entre Aubusson et Felletin (10 km), ainsi qu'entre Auzances et Eygurande - Merlines, dans ce dernier cas sans remplacement par des autocars[réf. souhaitée].
Le renouvellement du matériel roulant a commencé avec les automotrices doubles Z2 du dépôt de Tours, employées sur la ligne de Toulouse jusqu'à Cahors depuis 1983. Le nombre des Z2 étant insuffisante, des Z 5100 de la banlieue parisienne sont affectés aux TER entre Tours et Limoges, en substitution des vieilles Z 4100 de la même provenance. Elles remplacent également les rames tractées composées de remorques d'autorail unifiés, avec des vieilles BB 300 ou BB 900 en tête. Pour les lignes non électrifiées du Limousin et de Poitou-Charentes, quarante-six nouveaux autorails X 2200 arrivent au centre-autorails de Limoges entre 1985 et 1988. Ils sont déployés sur toutes les lignes non électrifiées de la région, en évinçant les autorails de la série X 2400 qui datent du début des années 1950, mais sans menacer les X 2800 légèrement plus jeunes et plus puissants. En outre, pour renforcer la capacité des autorails et pour remplacer les remorques unifiées Decauville, la SNCF achète cent-vingt-cinq remorques XR 6100 et XR 6200. Ces acquisitions de matériel se font par la SNCF dans le cadre du renouvellement périodique de son parc de traction, et dont les différentes régions bénéficient de façon inégale (seulement onze X 2200, unique série d'autorails neufs du moment, sont stationnés ailleurs qu'à Limoges). Il est à noter que le Limousin est, avec Poitou-Charentes, l'unique région à ne rien investir dans le matériel roulant dans la période de 1985 à 1992, et les investissements dans l'infrastructure dans cette même période ne portent que sur 5 000 000 francs, soit 0,33 % des investissements d'infrastructure des vingt régions concernées par le TER.
Dans la comptabilité de la SNCF qui répartit elle-même la contribution forfaitaire de l'État entre les différentes régions selon une clé et des principes demeurant confidentielles, le TER Limousin apparaît comme déficitaire dès le départ. Le déficit annuel passe de 1 393 000 francs en 1986 à 6 127 000 francs en 1990, et à cela s'ajoute une diminution du nombre de voyageurs. Jusqu'en 1990, le Limousin et l'Auvergne sont les seules à en être touchées, puis cette tendance frappe huit autres régions. La baisse de la fréquentation continue et porte sur 20 % des voyageurs et 20 millions de voyageur-km entre 1990 et 1996. Ces baisses sont loin d'être les plus marquées sur le plan national. Les régions deviennent de plus en plus méfiantes à l'égard de la SNCF et de son règlement comptable et financier FC 12 K, et reprochent à la société nationale l'opacité de ses chiffres. Le soupçon que la SNCF tente de se faire subventionner la construction de ses lignes à grande vitesse est prononcé plus d'une fois, sans possibilité de vérification. De plus, à partir de l'exercice 1993, la SNCF essaie de décharger sur les régions les déficits de ses express d'intérêt régional (EIR), catégorie récemment définie par la société nationale. Elle demande aux régions de les intégrer dans le conventionnement des TER et réduit en même temps l'offre de ce type de trains pour donner plus d'ampleur à sa requête, si bien que les régions cèdent devant la crainte de voir disparaître ces services. En Limousin, les EIR ne représentent que 7,5 % des trains-km TER+EIR, contre 14,01 % sur le plan national. Avec une occupation moyenne de cinquante-sept personnes, ce qui est la plus faible de France, elles représentent toutefois 16,87 % des voyageurs-km TER+EIR, contre 19,75 % sur le plan national. Le taux de couverture est de 44 %, contre 56 % sur le plan national, et chaque voyageur-km produit, selon la comptabilité de la SNCF, un déficit de 60 francs.
Au début des années 1990, deux lignes ne concernant le Limousin que par la gare de Bort-les-Orgues sont fermées à l'initiative de la région Auvergne. Il s'agit de Bort-les-Orgues - Neussargues en juillet 1990, et de Bort-les-Orgues - Miécaze (près d'Aurillac) en juillet 1994. Puis, le projet du Contrat de plan État - SNCF 1996-2000 dresse une liste des dessertes TER présentant un taux de couverture inférieur à 25 %. Avec l'Auvergne, la région Limousin est la région la plus touchée. Effectivement, seules les deux liaisons de Périgueux à Brive et de Brive à Montauban sont rentables. Les lignes de Nexon à Brive et de Mignaloux au Dorat (élément de la relation Poitiers - Limoges sont les plus menacées, ne comportant ni de trafic grandes lignes, ni de trafic fret. Ensuite, les lignes de Limoges à Angoulême, de Limoges à Ussel et de Busseau à Felletin sont sur la sellette car ne comportant pas de trafic grandes lignes. La menace est provisoirement levée avec le remplacement du président du conseil d'administration de la SNCF, Bergougnoux, par Loïk Le Floch-Prigent dans le contexte des grèves d'automne 1995. Seule sera fermée, mais pas avant janvier 2009, la ligne de Montluçon à Eygurande - Merlines[réf. souhaitée].

### Depuis la régionalisation
La loi Pasqua d'orientation pour l'aménagement et le développement du territoire du 4 février 1995 prévoit, dans son article 67, l'expérimentation du transfert de l'organisation et du financement des transports régionaux vers les régions. Parmi les onze régions se portant candidates, six sont retenues, que le Limousin rejoigne ultérieurement en l'absence d'une région montagneuse parmi les autres régions pilotes. Les conventions d'expérimentation sont signées pendant les premiers mois de 1997 et deviennent effectives en 1998, sauf pour le Limousin, qui signe sa convention en 1999. La principale nouveauté est que l'ensemble des financements passe désormais par les régions, ce qui leur donne un moyen de pression sur la SNCF, qui auparavant ne fournissait qu'un minimum d'informations aux régions et se comportait en autorité organisatrice de transports (AOT) tout en bénéficiant des contributions de l'État. Les nouvelles autorités organisatrices de transports des TER sont les régions, réunissant enfin la fonction de décideur et payeur. En outre, les régions pilotes ont obtenu un effort financier supplémentaire de l'État, le niveau des anciennes contributions et les moyens pour le renouvellement du matériel roulant ayant été insuffisants. En 1999, les contributions publiques pour le TER Limousin se composent de 45 000 000 francs versés par la région et de 257 000 000 francs versés par l'État. Globalement, l'expérimentation de la régionalisation s'avère concluante. Les expériences gagnées dans le Limousin et les autres régions pilotes sont décisives pour la généralisation du conventionnement global des services TER par la loi relative à la solidarité et au renouvellement urbains (SRU), promulguée le 13 décembre 2000, à compter du 1er janvier 2002.
À la fin des années 1990, le Limousin commande six automoteurs X 72500 et quinze autorails X 73500. Bien que région pilote de la décentralisation, elle ne développe que peu de projets d'infrastructure. Dans le cadre de l'expérimentation entre 1999 et 2001, elle décide de moderniser modestement la ligne de Limoges à Ussel pour un montant total de 22 000 000 francs. La voie est renouvelée partiellement et la signalisation mécanique remplacée, le plan des voies de cinq gares est améliorée, et la vitesse autorisée est relevée sur plusieurs sections. En outre, la Région participe au coût de la modernisation de treize gares et points d'arrêt à concurrence de 13 000 000 francs. Sinon, les efforts se focalisent sur les transports routiers et le développement de l'intermodalité. À Limoges, les haltes routières des différentes lignes sont regroupées sur le nouveau « Centre intermodal d'échanges de Limoges » (CIEL), nom donné à la nouvelle gare routière pour les services interurbains. Elle coûte 68 500 000 francs au total partagés entre de différents acteurs, comporte vingt-six quais et entre en service en novembre 2000. Les lignes routières régionales sont équipés à partir de la même année, mais contrairement aux lignes départementales qui bénéficient d'une nouvelle tarification simplifiée compatible avec les transports urbains, elles conservent leur tarification spécifique. Pour la période du Contrat de plan 2000-2006, le principal projet relatif au TER est la modernisation de la ligne Poitiers - Limoges.
Le réseau TER Limousin a représenté 2 077 679 voyages en 2008.[réf. nécessaire]

Le logo avant 2014.

En janvier 2009, la ligne de Montluçon à Eygurande - Merlines est fermée au trafic voyageurs. Depuis septembre 1992, elle n'était plus parcourue que par un unique aller-retour par jour sur sa section méridionale[réf. souhaitée]. Le coût d'entretien de cette ligne n'était que de 90 000 francs par km en 1996, mais cet entretien au rabais avait conduit à un abaissement des vitesses autorisée rendant une continuation de l'exploitation dissuasive.
À la suite de la fusion des régions en 2016, l'autorité organisatrice des transports régionaux est la région Nouvelle-Aquitaine qui hérite de la propriété du matériel roulant[réf. nécessaire].

## Convention TER 2002 - 2011

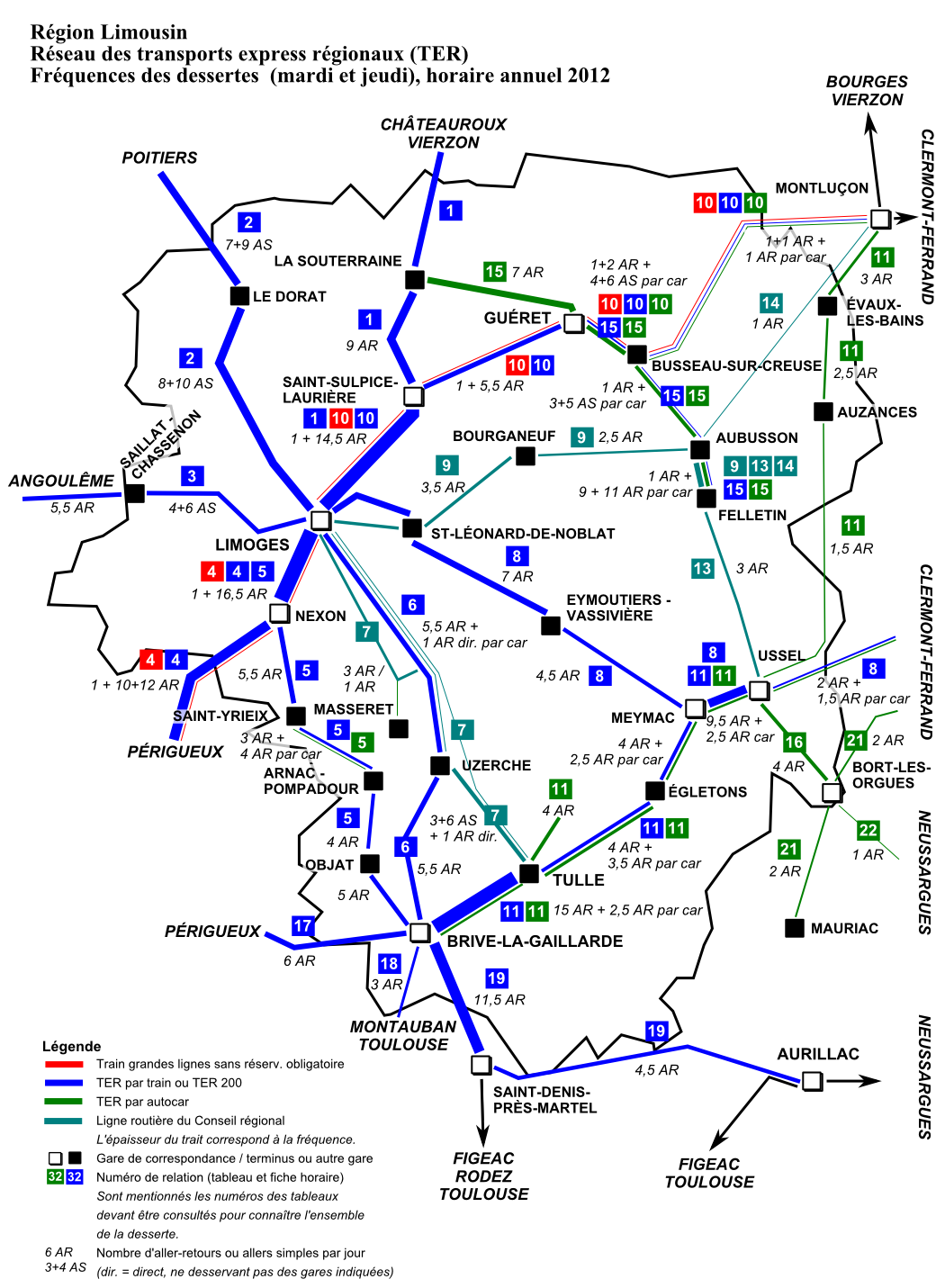
Fréquence de la desserte les jours-type de pleine semaine (mardi et jeudi), horaire annuel 2012.

La deuxième convention d'exploitation du TER entre le Conseil régional du Limousin et la SNCF depuis que la Région est devenue autorité organisatrice de transports début 1999 a été signé le 5 avril 2002 pour une durée de dix ans, applicable rétroactivement à partir du 1er janvier 2002. Cette convention est arrivée à échéance le 31 décembre 2012. Depuis le début de l'année 2011, la Région et la SNCF ont entamé des négociations en vue de définir les termes de la convention consécutive. Des consultations avec les usagers du TER ont été menées sur l'ensemble de la Région, et en conclusion, une augmentation de l'offre sur les lignes de Limoges pour Poitiers, Guéret et Brive-la-Gaillarde a été décidée. Sur le plan régional, les trains supplémentaires prévus par le nouveau plan de transport représentent une augmentation du volume des trains-km annuels de 7 %. Or, le devis présenté par la SNCF prévoit que la contribution annuelle du Conseil régional passe de 54 000 000 € à 71 000 000 €, sans que cette hausse aurait été justifiée ou expliquée par la SNCF. De ce fait, le Conseil régional n'a pas signé la nouvelle convention, et un bureau d'études spécialisée a été mandaté pour vérifier le montant réclamé par la SNCF. Le rapport conclut à une non-justification de cette somme. Le Conseil régional et la SNCF sont de nouveau entrés en négociations. En attendant un accord, la Région verse à la SNCF pour chaque mois de 2012 la douzième part de la contribution de 2011.

## Relations TER

### Par rail

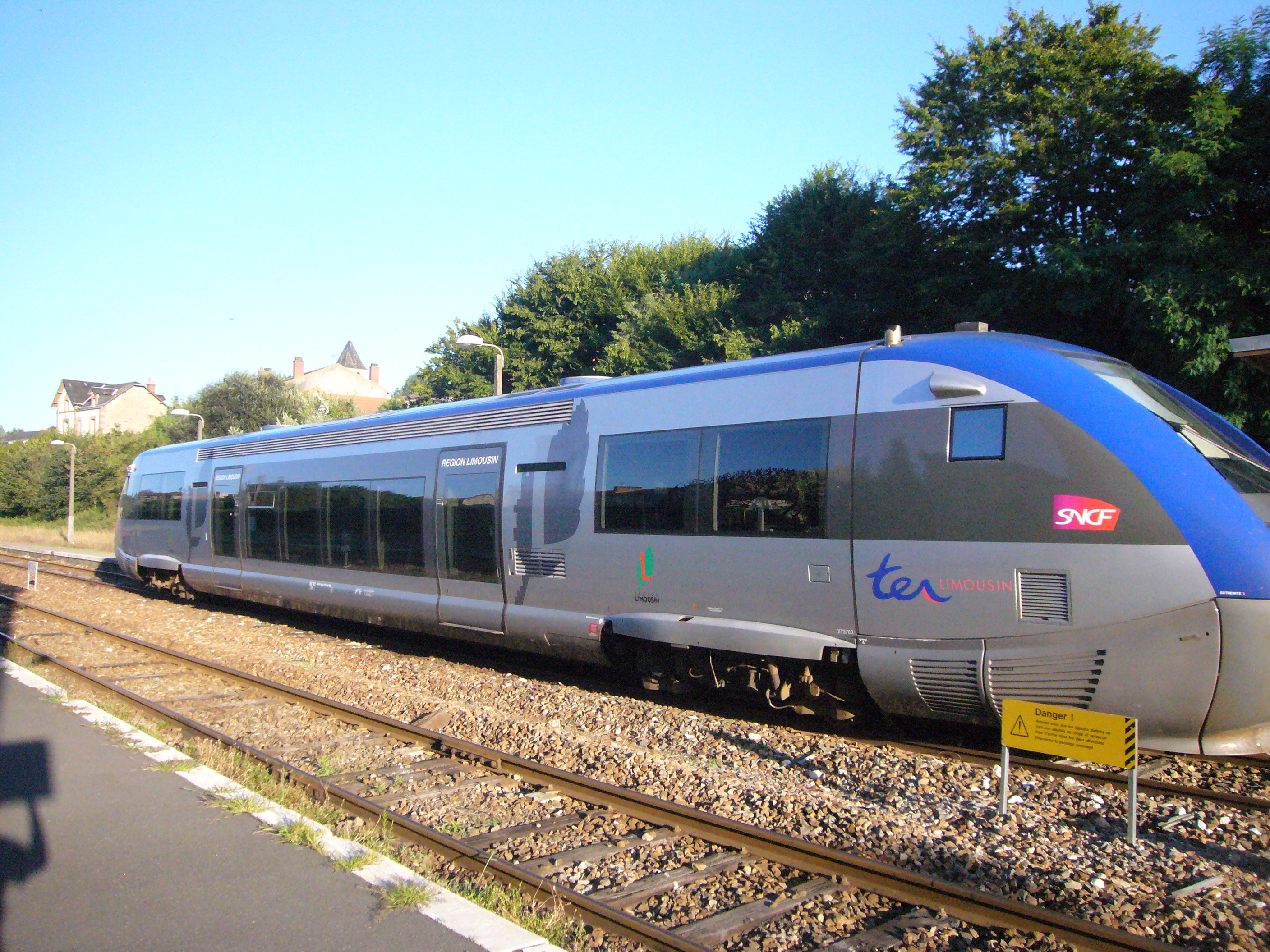
Un autorail X 73500 aux couleurs du Limousin en gare de Chabanais.

Le TER Limousin couvre, avec les lignes des régions limitrophes pénétrant dans le Limousin, l'ensemble des lignes SNCF ouvertes au service voyageurs sur la région. Il transporte 6 000 voyageurs en moyenne journalière dont 3 800 abonnés, moyennant 120 circulations ferroviaires et routières par jour. Quatre-vingt-un gares et points d'arrêt ferroviaires donnent accès aux trains, dont quatorze accessibles aux personnes à mobilité réduite. Quarante-neuf automotrices et autorails sont affectées au TER Limousin, dont trente-trois mis en service après 2000.
Les relations desservies par des trains TER sont résumées dans le tableau ci-dessous. Les numéros correspondent à ceux attribués aux fiches horaires, sauf pour les trois lignes non gérées par le TER Limousin. Pour plus de clarté, les relations réparties sur plusieurs tableaux en raison de l'existence de dessertes partielles ont été résumés dans une seule ligne du tableau. De même, les sections du réseau desservies par les trains de plusieurs relations ne sont représentées qu'une seule fois au tableau. Sur plusieurs lignes, les trains sont complétés par des autocars. Ces services étant repris par le tableau de la section suivante, le tableau n'en tient pas compte. Dans la colonne Horaires, sont indiqués le premier départ de la gare nommée en dernier lieu, et le dernier départ de la gare en premier lieu. Est considérée comme fonctionnant en soirée une ligne dont le dernier départ a lieu après 20 h 30, si ce train effectue la totalité du parcours. Sur des parcours partiels, les lignes peuvent donc fonctionner en soirée sans que cela soit indiqué dans le tableau. Ces renseignements se portent sur le cas le plus représentatif, soit les jours du lundi au vendredi hors jours fériés. La durée du voyage peut varier en fonction des différents services, les horaires n'étant pas encore cadencés. Est indiquée la durée du voyage la plus représentative, s'appliquant aux trains couvrant l'ensemble de la relation, qui le plus souvent ne s'arrêtent pas dans l'ensemble des gares.
| 1  | LIMOGES-BÉNÉDICTINS ↔ Saint-Sulpice-Laurière ↔ La Souterraine ↔ Argenton-sur-Creuse ↔ CHÂTEAUROUX                                                                                   | LIMOGES-BÉNÉDICTINS ↔ Saint-Sulpice-Laurière ↔ La Souterraine ↔ Argenton-sur-Creuse ↔ CHÂTEAUROUX                                                                                   | LIMOGES-BÉNÉDICTINS ↔ Saint-Sulpice-Laurière ↔ La Souterraine ↔ Argenton-sur-Creuse ↔ CHÂTEAUROUX                                                                                   | LIMOGES-BÉNÉDICTINS ↔ Saint-Sulpice-Laurière ↔ La Souterraine ↔ Argenton-sur-Creuse ↔ CHÂTEAUROUX                                                                                   | LIMOGES-BÉNÉDICTINS ↔ Saint-Sulpice-Laurière ↔ La Souterraine ↔ Argenton-sur-Creuse ↔ CHÂTEAUROUX                                                                                   | LIMOGES-BÉNÉDICTINS ↔ Saint-Sulpice-Laurière ↔ La Souterraine ↔ Argenton-sur-Creuse ↔ CHÂTEAUROUX                                                                                   | LIMOGES-BÉNÉDICTINS ↔ Saint-Sulpice-Laurière ↔ La Souterraine ↔ Argenton-sur-Creuse ↔ CHÂTEAUROUX                                                                                   | LIMOGES-BÉNÉDICTINS ↔ Saint-Sulpice-Laurière ↔ La Souterraine ↔ Argenton-sur-Creuse ↔ CHÂTEAUROUX                                                                                   | LIMOGES-BÉNÉDICTINS ↔ Saint-Sulpice-Laurière ↔ La Souterraine ↔ Argenton-sur-Creuse ↔ CHÂTEAUROUX                                                                                   |  |
|    | Longueur 137,1 km | Durée 1 h 20 | Nb. arrêts 16 | Soirée / dimanche - Férié · Non / | Horaires 7 h 34 - 18 h 29 | Réseau TER Limousin / Centre | | | |  |
| 2  | POITIERS ↔ Montmorillon ↔ Bellac ↔ LIMOGES BÉNÉDICTINS | POITIERS ↔ Montmorillon ↔ Bellac ↔ LIMOGES BÉNÉDICTINS | POITIERS ↔ Montmorillon ↔ Bellac ↔ LIMOGES BÉNÉDICTINS | POITIERS ↔ Montmorillon ↔ Bellac ↔ LIMOGES BÉNÉDICTINS | POITIERS ↔ Montmorillon ↔ Bellac ↔ LIMOGES BÉNÉDICTINS | POITIERS ↔ Montmorillon ↔ Bellac ↔ LIMOGES BÉNÉDICTINS | POITIERS ↔ Montmorillon ↔ Bellac ↔ LIMOGES BÉNÉDICTINS | POITIERS ↔ Montmorillon ↔ Bellac ↔ LIMOGES BÉNÉDICTINS | POITIERS ↔ Montmorillon ↔ Bellac ↔ LIMOGES BÉNÉDICTINS |  |
|    | Longueur 137,9 km | Durée 1 h 50 | Nb. arrêts 12 | Soirée / dimanche - Férié · Non / | Horaires 5 h 07 - 19 h 32 | Réseau TER Poitou-Charentes / Limousin | | | |  |
| 3  | ANGOULÊME ↔ La Rochefoucauld ↔ Saint-Junien ↔ LIMOGES-BÉNÉDICTINS | ANGOULÊME ↔ La Rochefoucauld ↔ Saint-Junien ↔ LIMOGES-BÉNÉDICTINS | ANGOULÊME ↔ La Rochefoucauld ↔ Saint-Junien ↔ LIMOGES-BÉNÉDICTINS | ANGOULÊME ↔ La Rochefoucauld ↔ Saint-Junien ↔ LIMOGES-BÉNÉDICTINS | ANGOULÊME ↔ La Rochefoucauld ↔ Saint-Junien ↔ LIMOGES-BÉNÉDICTINS | ANGOULÊME ↔ La Rochefoucauld ↔ Saint-Junien ↔ LIMOGES-BÉNÉDICTINS | ANGOULÊME ↔ La Rochefoucauld ↔ Saint-Junien ↔ LIMOGES-BÉNÉDICTINS | ANGOULÊME ↔ La Rochefoucauld ↔ Saint-Junien ↔ LIMOGES-BÉNÉDICTINS | ANGOULÊME ↔ La Rochefoucauld ↔ Saint-Junien ↔ LIMOGES-BÉNÉDICTINS |  |
|    | Longueur 118,8 km | Durée 1 h 50 | Nb. arrêts 15 | Soirée / dimanche - Férié · Non / | Horaires 5 h 53 - 18 h 10 | Réseau TER Poitou-Charentes / Limousin | | | |  |
| 4  | LIMOGES-BÉNÉDICTINS ↔ Nexon ↔ Thivers ↔ PÉRIGUEUX | LIMOGES-BÉNÉDICTINS ↔ Nexon ↔ Thivers ↔ PÉRIGUEUX | LIMOGES-BÉNÉDICTINS ↔ Nexon ↔ Thivers ↔ PÉRIGUEUX | LIMOGES-BÉNÉDICTINS ↔ Nexon ↔ Thivers ↔ PÉRIGUEUX | LIMOGES-BÉNÉDICTINS ↔ Nexon ↔ Thivers ↔ PÉRIGUEUX | LIMOGES-BÉNÉDICTINS ↔ Nexon ↔ Thivers ↔ PÉRIGUEUX | LIMOGES-BÉNÉDICTINS ↔ Nexon ↔ Thivers ↔ PÉRIGUEUX | LIMOGES-BÉNÉDICTINS ↔ Nexon ↔ Thivers ↔ PÉRIGUEUX | LIMOGES-BÉNÉDICTINS ↔ Nexon ↔ Thivers ↔ PÉRIGUEUX |  |
|    | Longueur 97,9 km | Durée 1 h 15 | Nb. arrêts 11 | Soirée / dimanche - Férié · / | Horaires 4 h 51 - 23 h 03 | Réseau TER Limousin / Aquitaine | | | |  |
| 5  | BRIVE-LA-GAILLARDE ↔ Objat ↔ Pompadour ↔ Saint-Yrieix ↔ Nexon ↔ LIMOGES-BÉNÉDICTINS (Nexon ↔ Limoges : voir 4)                                                                      | BRIVE-LA-GAILLARDE ↔ Objat ↔ Pompadour ↔ Saint-Yrieix ↔ Nexon ↔ LIMOGES-BÉNÉDICTINS (Nexon ↔ Limoges : voir 4)                                                                      | BRIVE-LA-GAILLARDE ↔ Objat ↔ Pompadour ↔ Saint-Yrieix ↔ Nexon ↔ LIMOGES-BÉNÉDICTINS (Nexon ↔ Limoges : voir 4)                                                                      | BRIVE-LA-GAILLARDE ↔ Objat ↔ Pompadour ↔ Saint-Yrieix ↔ Nexon ↔ LIMOGES-BÉNÉDICTINS (Nexon ↔ Limoges : voir 4)                                                                      | BRIVE-LA-GAILLARDE ↔ Objat ↔ Pompadour ↔ Saint-Yrieix ↔ Nexon ↔ LIMOGES-BÉNÉDICTINS (Nexon ↔ Limoges : voir 4)                                                                      | BRIVE-LA-GAILLARDE ↔ Objat ↔ Pompadour ↔ Saint-Yrieix ↔ Nexon ↔ LIMOGES-BÉNÉDICTINS (Nexon ↔ Limoges : voir 4)                                                                      | BRIVE-LA-GAILLARDE ↔ Objat ↔ Pompadour ↔ Saint-Yrieix ↔ Nexon ↔ LIMOGES-BÉNÉDICTINS (Nexon ↔ Limoges : voir 4)                                                                      | BRIVE-LA-GAILLARDE ↔ Objat ↔ Pompadour ↔ Saint-Yrieix ↔ Nexon ↔ LIMOGES-BÉNÉDICTINS (Nexon ↔ Limoges : voir 4)                                                                      | BRIVE-LA-GAILLARDE ↔ Objat ↔ Pompadour ↔ Saint-Yrieix ↔ Nexon ↔ LIMOGES-BÉNÉDICTINS (Nexon ↔ Limoges : voir 4)                                                                      |  |
|    | Longueur 103,6 km | Durée 2 h 00 | Nb. arrêts 14 | Soirée / dimanche - Férié · Non / | Horaires 5 h 20 - 19 h 10 | Réseau TER Limousin | | | |  |
| 6  | BRIVE-LA-GAILLARDE ↔ Uzerche ↔ LIMOGES-BÉNÉDICTINS | BRIVE-LA-GAILLARDE ↔ Uzerche ↔ LIMOGES-BÉNÉDICTINS | BRIVE-LA-GAILLARDE ↔ Uzerche ↔ LIMOGES-BÉNÉDICTINS | BRIVE-LA-GAILLARDE ↔ Uzerche ↔ LIMOGES-BÉNÉDICTINS | BRIVE-LA-GAILLARDE ↔ Uzerche ↔ LIMOGES-BÉNÉDICTINS | BRIVE-LA-GAILLARDE ↔ Uzerche ↔ LIMOGES-BÉNÉDICTINS | BRIVE-LA-GAILLARDE ↔ Uzerche ↔ LIMOGES-BÉNÉDICTINS | BRIVE-LA-GAILLARDE ↔ Uzerche ↔ LIMOGES-BÉNÉDICTINS | BRIVE-LA-GAILLARDE ↔ Uzerche ↔ LIMOGES-BÉNÉDICTINS |  |
|    | Longueur 98,8 km | Durée 1 h 14 | Nb. arrêts 11 | Soirée / dimanche - Férié · / | Horaires 6 h 07 - 22 h 10 | Réseau TER Limousin | | | |  |
| 8  | LIMOGES-BÉNÉDICTINS ↔ Saint-Léonard-de-Noblat ↔ Eymoutiers ↔ Meymac ↔ USSEL et USSEL ↔ Eygurande-Merlines ↔ Laqueuille ↔ Volvic ↔ CLERMONT-FERRAND (Meymac ↔ Ussel : voir aussi 11) | LIMOGES-BÉNÉDICTINS ↔ Saint-Léonard-de-Noblat ↔ Eymoutiers ↔ Meymac ↔ USSEL et USSEL ↔ Eygurande-Merlines ↔ Laqueuille ↔ Volvic ↔ CLERMONT-FERRAND (Meymac ↔ Ussel : voir aussi 11) | LIMOGES-BÉNÉDICTINS ↔ Saint-Léonard-de-Noblat ↔ Eymoutiers ↔ Meymac ↔ USSEL et USSEL ↔ Eygurande-Merlines ↔ Laqueuille ↔ Volvic ↔ CLERMONT-FERRAND (Meymac ↔ Ussel : voir aussi 11) | LIMOGES-BÉNÉDICTINS ↔ Saint-Léonard-de-Noblat ↔ Eymoutiers ↔ Meymac ↔ USSEL et USSEL ↔ Eygurande-Merlines ↔ Laqueuille ↔ Volvic ↔ CLERMONT-FERRAND (Meymac ↔ Ussel : voir aussi 11) | LIMOGES-BÉNÉDICTINS ↔ Saint-Léonard-de-Noblat ↔ Eymoutiers ↔ Meymac ↔ USSEL et USSEL ↔ Eygurande-Merlines ↔ Laqueuille ↔ Volvic ↔ CLERMONT-FERRAND (Meymac ↔ Ussel : voir aussi 11) | LIMOGES-BÉNÉDICTINS ↔ Saint-Léonard-de-Noblat ↔ Eymoutiers ↔ Meymac ↔ USSEL et USSEL ↔ Eygurande-Merlines ↔ Laqueuille ↔ Volvic ↔ CLERMONT-FERRAND (Meymac ↔ Ussel : voir aussi 11) | LIMOGES-BÉNÉDICTINS ↔ Saint-Léonard-de-Noblat ↔ Eymoutiers ↔ Meymac ↔ USSEL et USSEL ↔ Eygurande-Merlines ↔ Laqueuille ↔ Volvic ↔ CLERMONT-FERRAND (Meymac ↔ Ussel : voir aussi 11) | LIMOGES-BÉNÉDICTINS ↔ Saint-Léonard-de-Noblat ↔ Eymoutiers ↔ Meymac ↔ USSEL et USSEL ↔ Eygurande-Merlines ↔ Laqueuille ↔ Volvic ↔ CLERMONT-FERRAND (Meymac ↔ Ussel : voir aussi 11) | LIMOGES-BÉNÉDICTINS ↔ Saint-Léonard-de-Noblat ↔ Eymoutiers ↔ Meymac ↔ USSEL et USSEL ↔ Eygurande-Merlines ↔ Laqueuille ↔ Volvic ↔ CLERMONT-FERRAND (Meymac ↔ Ussel : voir aussi 11) |  |
|    | Longueur 112,5 km 104,6 km | Durée 2 h 10 1 h 55 | Nb. arrêts 15 12 | Soirée / dimanche - Férié · / · Non / | Horaires 6 h 15 - 21 h 02 9 h 42 - 18 h 27 | Réseau TER Limousin TER Auvergne | | | |  |
| 10 | LIMOGES-BÉNÉDICTINS ↔ Saint-Sulpice-Laurière ↔ Guéret ↔ Busseau-sur-Creuse ↔ MONTLUÇON-VILLE (Limoges ↔ Saint-Sulpice-Laurière : voir 1)                                            | LIMOGES-BÉNÉDICTINS ↔ Saint-Sulpice-Laurière ↔ Guéret ↔ Busseau-sur-Creuse ↔ MONTLUÇON-VILLE (Limoges ↔ Saint-Sulpice-Laurière : voir 1)                                            | LIMOGES-BÉNÉDICTINS ↔ Saint-Sulpice-Laurière ↔ Guéret ↔ Busseau-sur-Creuse ↔ MONTLUÇON-VILLE (Limoges ↔ Saint-Sulpice-Laurière : voir 1)                                            | LIMOGES-BÉNÉDICTINS ↔ Saint-Sulpice-Laurière ↔ Guéret ↔ Busseau-sur-Creuse ↔ MONTLUÇON-VILLE (Limoges ↔ Saint-Sulpice-Laurière : voir 1)                                            | LIMOGES-BÉNÉDICTINS ↔ Saint-Sulpice-Laurière ↔ Guéret ↔ Busseau-sur-Creuse ↔ MONTLUÇON-VILLE (Limoges ↔ Saint-Sulpice-Laurière : voir 1)                                            | LIMOGES-BÉNÉDICTINS ↔ Saint-Sulpice-Laurière ↔ Guéret ↔ Busseau-sur-Creuse ↔ MONTLUÇON-VILLE (Limoges ↔ Saint-Sulpice-Laurière : voir 1)                                            | LIMOGES-BÉNÉDICTINS ↔ Saint-Sulpice-Laurière ↔ Guéret ↔ Busseau-sur-Creuse ↔ MONTLUÇON-VILLE (Limoges ↔ Saint-Sulpice-Laurière : voir 1)                                            | LIMOGES-BÉNÉDICTINS ↔ Saint-Sulpice-Laurière ↔ Guéret ↔ Busseau-sur-Creuse ↔ MONTLUÇON-VILLE (Limoges ↔ Saint-Sulpice-Laurière : voir 1)                                            | LIMOGES-BÉNÉDICTINS ↔ Saint-Sulpice-Laurière ↔ Guéret ↔ Busseau-sur-Creuse ↔ MONTLUÇON-VILLE (Limoges ↔ Saint-Sulpice-Laurière : voir 1)                                            |  |
|    | Longueur 155,8 km | Durée 2 h 05 | Nb. arrêts 16 | Soirée / dimanche - Férié · Non / | Horaires 6 h 39 - 18 h 23 | Réseau TER Limousin | | | |  |
| 11 | BRIVE-LA-GAILLARDE ↔ Tulle ↔ Égletons ↔ Meymac ↔ USSEL (Meymac ↔ Ussel : voir aussi 8)                                                                                              | BRIVE-LA-GAILLARDE ↔ Tulle ↔ Égletons ↔ Meymac ↔ USSEL (Meymac ↔ Ussel : voir aussi 8)                                                                                              | BRIVE-LA-GAILLARDE ↔ Tulle ↔ Égletons ↔ Meymac ↔ USSEL (Meymac ↔ Ussel : voir aussi 8)                                                                                              | BRIVE-LA-GAILLARDE ↔ Tulle ↔ Égletons ↔ Meymac ↔ USSEL (Meymac ↔ Ussel : voir aussi 8)                                                                                              | BRIVE-LA-GAILLARDE ↔ Tulle ↔ Égletons ↔ Meymac ↔ USSEL (Meymac ↔ Ussel : voir aussi 8)                                                                                              | BRIVE-LA-GAILLARDE ↔ Tulle ↔ Égletons ↔ Meymac ↔ USSEL (Meymac ↔ Ussel : voir aussi 8)                                                                                              | BRIVE-LA-GAILLARDE ↔ Tulle ↔ Égletons ↔ Meymac ↔ USSEL (Meymac ↔ Ussel : voir aussi 8)                                                                                              | BRIVE-LA-GAILLARDE ↔ Tulle ↔ Égletons ↔ Meymac ↔ USSEL (Meymac ↔ Ussel : voir aussi 8)                                                                                              | BRIVE-LA-GAILLARDE ↔ Tulle ↔ Égletons ↔ Meymac ↔ USSEL (Meymac ↔ Ussel : voir aussi 8)                                                                                              |  |
|    | Longueur 93,4 km | Durée 1 h 40 | Nb. arrêts 9 | Soirée / dimanche - Férié · Non / | Horaires 8 h 45 - 18 h 27 | Réseau TER Limousin | | | |  |
| 15 | GUÉRET ↔ Busseau-sur-Creuse ↔ Aubusson ↔ FELLETIN (Guéret ↔ Busseau-sur-Creuse : voir 10)                                                                                           | GUÉRET ↔ Busseau-sur-Creuse ↔ Aubusson ↔ FELLETIN (Guéret ↔ Busseau-sur-Creuse : voir 10)                                                                                           | GUÉRET ↔ Busseau-sur-Creuse ↔ Aubusson ↔ FELLETIN (Guéret ↔ Busseau-sur-Creuse : voir 10)                                                                                           | GUÉRET ↔ Busseau-sur-Creuse ↔ Aubusson ↔ FELLETIN (Guéret ↔ Busseau-sur-Creuse : voir 10)                                                                                           | GUÉRET ↔ Busseau-sur-Creuse ↔ Aubusson ↔ FELLETIN (Guéret ↔ Busseau-sur-Creuse : voir 10)                                                                                           | GUÉRET ↔ Busseau-sur-Creuse ↔ Aubusson ↔ FELLETIN (Guéret ↔ Busseau-sur-Creuse : voir 10)                                                                                           | GUÉRET ↔ Busseau-sur-Creuse ↔ Aubusson ↔ FELLETIN (Guéret ↔ Busseau-sur-Creuse : voir 10)                                                                                           | GUÉRET ↔ Busseau-sur-Creuse ↔ Aubusson ↔ FELLETIN (Guéret ↔ Busseau-sur-Creuse : voir 10)                                                                                           | GUÉRET ↔ Busseau-sur-Creuse ↔ Aubusson ↔ FELLETIN (Guéret ↔ Busseau-sur-Creuse : voir 10)                                                                                           |  |
|    | Longueur 48,2 km | Durée 0 h 53 | Nb. arrêts 5 | Soirée / dimanche - Férié · Non / | Horaires 6 h 46 - 18 h 21 | Réseau TER Limousin | | | |  |
| 17 | PÉRIGUEUX ↔ Niversac ↔ Thenon ↔ Terrasson ↔ BRIVE-LA-GAILLARDE | PÉRIGUEUX ↔ Niversac ↔ Thenon ↔ Terrasson ↔ BRIVE-LA-GAILLARDE | PÉRIGUEUX ↔ Niversac ↔ Thenon ↔ Terrasson ↔ BRIVE-LA-GAILLARDE | PÉRIGUEUX ↔ Niversac ↔ Thenon ↔ Terrasson ↔ BRIVE-LA-GAILLARDE | PÉRIGUEUX ↔ Niversac ↔ Thenon ↔ Terrasson ↔ BRIVE-LA-GAILLARDE | PÉRIGUEUX ↔ Niversac ↔ Thenon ↔ Terrasson ↔ BRIVE-LA-GAILLARDE | PÉRIGUEUX ↔ Niversac ↔ Thenon ↔ Terrasson ↔ BRIVE-LA-GAILLARDE | PÉRIGUEUX ↔ Niversac ↔ Thenon ↔ Terrasson ↔ BRIVE-LA-GAILLARDE | PÉRIGUEUX ↔ Niversac ↔ Thenon ↔ Terrasson ↔ BRIVE-LA-GAILLARDE |  |
|    | Longueur 72,1 km | Durée 0 h 55 | Nb. arrêts 12 | Soirée / dimanche - Férié · Non / | Horaires 6 h 16 - 19 h 54 | Réseau TER Aquitaine | | | |  |
| 18 | TOULOUSE-MATABIAU ↔ Montauban ↔ Cahors ↔ Souillac ↔ BRIVE-LA-GAILLARDE | TOULOUSE-MATABIAU ↔ Montauban ↔ Cahors ↔ Souillac ↔ BRIVE-LA-GAILLARDE | TOULOUSE-MATABIAU ↔ Montauban ↔ Cahors ↔ Souillac ↔ BRIVE-LA-GAILLARDE | TOULOUSE-MATABIAU ↔ Montauban ↔ Cahors ↔ Souillac ↔ BRIVE-LA-GAILLARDE | TOULOUSE-MATABIAU ↔ Montauban ↔ Cahors ↔ Souillac ↔ BRIVE-LA-GAILLARDE | TOULOUSE-MATABIAU ↔ Montauban ↔ Cahors ↔ Souillac ↔ BRIVE-LA-GAILLARDE | TOULOUSE-MATABIAU ↔ Montauban ↔ Cahors ↔ Souillac ↔ BRIVE-LA-GAILLARDE | TOULOUSE-MATABIAU ↔ Montauban ↔ Cahors ↔ Souillac ↔ BRIVE-LA-GAILLARDE | TOULOUSE-MATABIAU ↔ Montauban ↔ Cahors ↔ Souillac ↔ BRIVE-LA-GAILLARDE |  |
|    | Longueur 212,6 km | Durée 2 h 35 | Nb. arrêts 5 | Soirée / dimanche - Férié · Non / | Horaires 6 h 03 - 18 h 22 | Réseau TER Midi-Pyrénées | | | |  |
| 19 | BRIVE-LA-GAILLARDE ↔ Saint-Denis-près-Martel ↔ Bretenoux - Biars ↔ Laroquebrou ↔ AURILLAC                                                                                           | BRIVE-LA-GAILLARDE ↔ Saint-Denis-près-Martel ↔ Bretenoux - Biars ↔ Laroquebrou ↔ AURILLAC                                                                                           | BRIVE-LA-GAILLARDE ↔ Saint-Denis-près-Martel ↔ Bretenoux - Biars ↔ Laroquebrou ↔ AURILLAC                                                                                           | BRIVE-LA-GAILLARDE ↔ Saint-Denis-près-Martel ↔ Bretenoux - Biars ↔ Laroquebrou ↔ AURILLAC                                                                                           | BRIVE-LA-GAILLARDE ↔ Saint-Denis-près-Martel ↔ Bretenoux - Biars ↔ Laroquebrou ↔ AURILLAC                                                                                           | BRIVE-LA-GAILLARDE ↔ Saint-Denis-près-Martel ↔ Bretenoux - Biars ↔ Laroquebrou ↔ AURILLAC                                                                                           | BRIVE-LA-GAILLARDE ↔ Saint-Denis-près-Martel ↔ Bretenoux - Biars ↔ Laroquebrou ↔ AURILLAC                                                                                           | BRIVE-LA-GAILLARDE ↔ Saint-Denis-près-Martel ↔ Bretenoux - Biars ↔ Laroquebrou ↔ AURILLAC                                                                                           | BRIVE-LA-GAILLARDE ↔ Saint-Denis-près-Martel ↔ Bretenoux - Biars ↔ Laroquebrou ↔ AURILLAC                                                                                           |  |
|    | Longueur 103,0 km | Durée 1 h 40 | Nb. arrêts 11 | Soirée / dimanche - Férié · / | Horaires 6 h 48 - 22 h 17 | Réseau TER Auvergne | | | |  |

### Par autocar

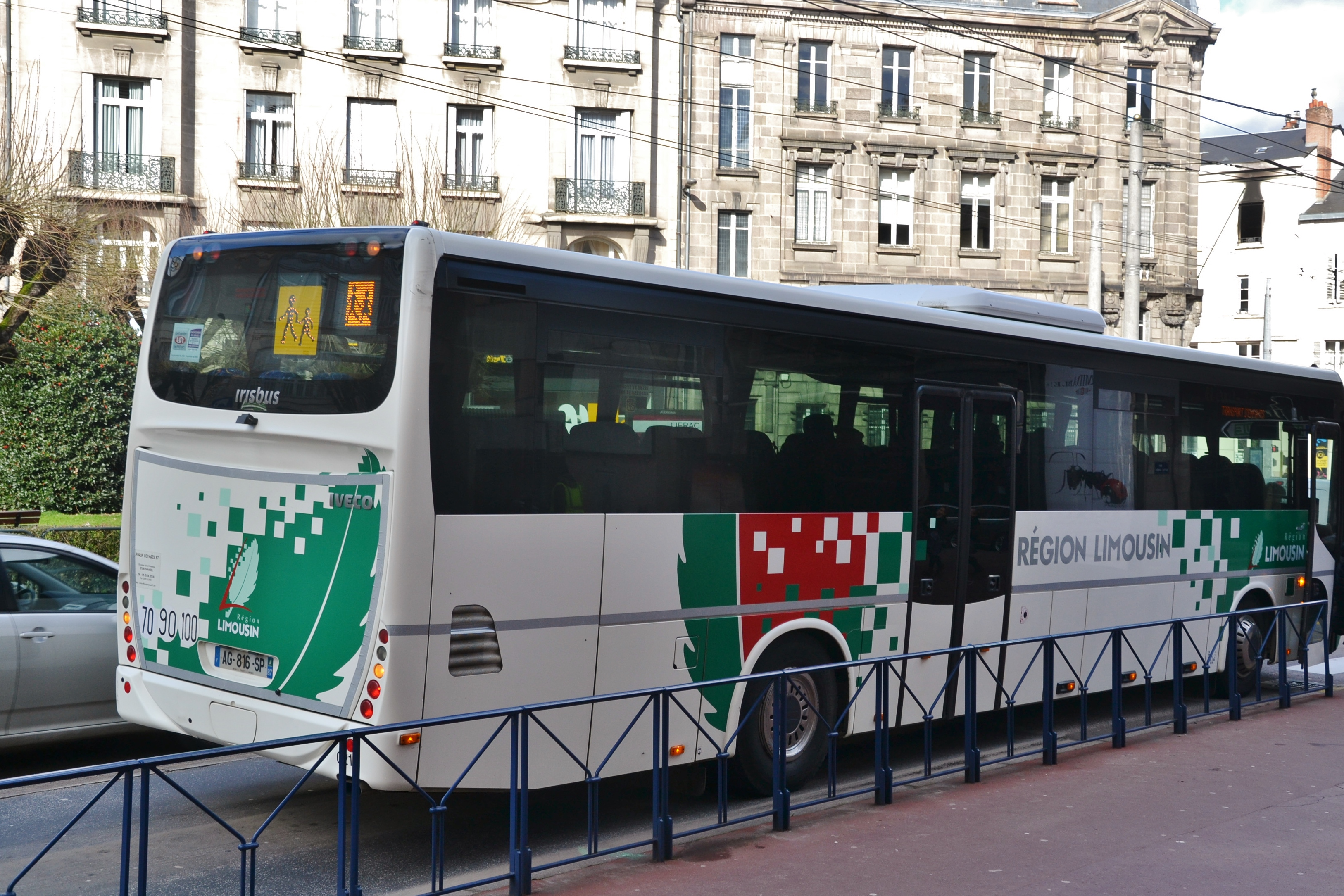
Un car TER Limousin employé pour du transport scolaire, arrêté place Stalingrad à Limoges.

Le Limousin compte onze lignes routières régionales, dont quatre sont exploitées sous la responsabilité directe du Conseil régional par délégation de service public. Sur les onze relations, quatre ne jouent qu'un rôle anecdotique avec un aller-retour par jour, qui dans deux cas s'ajoutent à une offre de plusieurs aller-retours par train.
Six liaisons routières sont des services de substitution à des lignes de chemin de fer fermées au service voyageurs. Il s'agit des relations no 7 (entre Uzerche et Seilhac seulement), 12, 13, 16, 20 et 21. Avec la relation no 13, une ancienne ligne SNCF fermée en 1980 n'est donc pas restée dans le giron du TER. Trois autres lignes sont des services complémentaires à la desserte ferroviaire, à savoir les relations no 5, 10 et 11. Les relations no 9, 14 et 15 comportent en outre des sections de la ligne de chemin de fer de Busseau-sur-Creuse à Felletin, desservie toujours par un aller-retour par train. La relation no 9 compte une deuxième section desservie par des trains, entre Limoges et Saint-Léonard-de-Noblat.
Certaines lignes routières comportent des sections ne correspondant pas à des lignes SNCF fermées ou toujours exploitées. Il s'agit des relations no 7 entre Limoges et Masseret (bien que proche de la ligne Paris - Toulouse) ; no 9 entre Saint-Léonard-de-Noblat et Aubusson ; no 14 entre Montluçon et Aubusson ; no 15 entre La Souterraine et Guéret ; et no 21 entre Bort-les-Orgues et Clermont-Ferrand.
|    | Lignes routières TER                                                                            |
| -- | ----------------------------------------------------------------------------------------------- |
| 5  | Arnac-Pompadour ↔ Saint-Yrieix-la-Perche (1 AR / jour)                                          |
| 10 | Guéret ↔ Montluçon (1 AR / jour)                                                                |
| 11 | Brive-la-Gaillarde ↔ Tulle ↔ Égletons ↔ Meymac ↔ Ussel et Tulle - La Montane                    |
| 12 | Montluçon ↔ Évaux-les-Bains ↔ Auzances ↔ Eygurande ↔ Ussel                                      |
| 15 | La Souterraine ↔ Guéret ↔ Gare de Busseau-sur-Creuse ↔ Lavaveix-les-Mines ↔ Aubusson ↔ Felletin |
| 16 | Ussel ↔ Bort-les-Orgues                                                                         |
| 21 | Clermont-Ferrand ↔ Bort-les-Orgues ↔ Mauriac (TER Auvergne)                                     |
| 22 | Neussargues ↔ Bort-les-Orgues (1 AR / jour) (TER Auvergne)                                      |
|    | Lignes routières du Conseil régional                                                            |
| 7  | Limoges ↔ Magnac-Bourg ↔ Masseret ; Limoges ↔ Uzerche (direct) ↔ Seilhac ↔ Tulle                |
| 9  | Limoges ↔ Saint-Léonard-de-Noblat ↔ Bourganeuf ↔ Aubusson ↔ Felletin                            |
| 13 | Ussel ↔ La Courtine ↔ Felletin ↔ Aubusson                                                       |
| 14 | Montluçon ↔ Aubusson ↔ Felletin (1 AR / jour)                                                   |

## Tarification
Les tarifs valables sur l'échelle nationale s'appliquent sur le TER Limousin également. En complément, la région propose des formules tarifaires spécifiques, se divisant en tarifs tout public et tarifs soumis à des conditions d'éligibilité. La plupart de ces tarifs sont valables jusqu'à des villes moyennes proches des régions voisines, mais seulement les trois villes de Montluçon, Périgueux et Poitiers sont incluses dans chacun de ces tarifs.

### Tarifs tout public
La carte Limousin loisirs est une carte de réduction nominative, valable pendant un an pour tous les déplacements sur les lignes TER à l'intérieur de la région ainsi que vers Angoulême, Montluçon, Périgueux et Poitiers. Elle donne droit à 25 % de réduction en semaine et à 50 % de réduction les week-ends, les jours féries ainsi que tous les jours en juillet et août. Sauf en semaine de septembre à juin, jusqu'à trois autres personnes accompagnant le titulaire de la carte peuvent bénéficier de la même réduction. Les titres de transports peuvent également être achetés à l'extérieur de la région, aux guichets des gares des lignes autorisées. La carte est vendue au prix de 21 € (aux guichets uniquement), mais elle est gratuite pour les titulaires des abonnements de travail régionaux).
Le billet Passéo jour est un forfait de libre circulation pour la liaison Brive-la-Gaillarde - Tulle, valable pendant une journée sur tous les trains et cars TER entre les deux villes, ainsi que sur les transports urbains de Brive (Libéo) et Tulle (TUT). Le prix est de 7 € (février 2012), comparé à 10,80 € pour un billet aller-retour plein tarif Brive - Ussel, sans utilisation des transports urbains.

### Tarifs soumis à des conditions d'éligibilité
L'abonnement Ma carte 365 est un abonnement mensuel nominatif réservé aux salariés résidant en Limousin. Il existe pour les parcours à l'intérieur de la région, et au-delà des limites de la région jusqu'à Aurillac, Cahors, Capdenac, Châteauroux, Clermont-Ferrand, Montluçon, Périgueux et Poitiers (Angoulême étant donc exclu). Le règlement se fait uniquement par prélèvement automatique, avec envoi des coupons au domicile. En cas d'utilisation régulière, la réduction est de 75 % par rapport au plein tarif de la SNCF. En outre, la carte Limousin loisirs est délivrée gratuitement.
L'abonnement Ma carte Limousin Domicile - Travail est nominatif et réservé aux salariés résidant en Limousin. Il existe en formule hebdomadaire et mensuelle. La différence par rapport à l'abonnement Ma carte 365 est que le règlement ne se fait pas par prélèvement automatique, et que les coupons doivent être achetés au guichet ou aux distributeurs automatiques. En cas d'utilisation régulière, la réduction est de 75 % par rapport au plein tarif de la SNCF. En outre, la carte Limousin loisirs est délivrée gratuitement.
Pour l'accès sans réservation aux Intercités à réservation obligatoire entre Châteauroux et Cahors, il existe des suppléments hebdomadaires et mensuels réservés aux salariés.
L'abonnement Passéo mensuel est nominatif et réservé aux salariés et aux autres personnes exerçant une activité professionnelle, résidant en Limousin. Il existe uniquement pour la liaison Brive-la-Gaillard - Tulle et inclut, selon le parcours choisi, les transports urbains de Brive (Libéo) et Tulle (TUT). Le prix pour la totalité du parcours est de 69,4 €, et inclut déjà la carte Limousin loisirs.
La carte Limousin Étudiant est une carte de réduction nominative réservée aux étudiants post-baccalauréat domiciliés en Limousin, sans limite d'âge, et valable pendant un an. Elle donne droit à 50 % de réduction lors de l'achat de billets SNCF, pour tous les trajets à l'intérieur de la région ainsi que vers Angoulême, Montluçon, Périgueux et Poitiers, indépendamment du lieu de résidence et du lieu d'études. Les week-ends, les jours fériés et tous les jours en juillet et août, jusqu'à trois autres personnes accompagnant le titulaire de la carte peuvent bénéficier de la même réduction.
La carte Limousin Formation est une carte de réduction nominative réservée aux personnes effectuant une formation professionnelle, à condition qu'elle soit en continu et d'une durée d'au moins deux heures par semaine. La carte donne droit à 80 % de réduction lors de l'achat de billets SNCF, pour tous les trajets à l'intérieur de la région ainsi que vers Angoulême, Montluçon, Périgueux et Poitiers. Cependant, elle n'est valable que sur les trajets spécifiés sur la carte, entre domicile, lieu de travail et lieu de formation. La carte est délivrée gratuitement par l'Agence de services et de paiement.
Le chéquier Limousin vers l'Emploi est un carnet de trente bons de réduction réservée aux demandeurs d'emploi résidant en Limousin, et délivré gratuitement par l'agence Pôle emploi chargée du dossier. Valable pendant un an, le chéquier permet d'acheter trente allers simples avec 90 % de réduction sur le tarif normal de la SNCF. Il n'est pas valable en dehors de la région, sauf sur la ligne Ussel - Montluçon.

## Matériel roulant

### Matériel actuel

#### Automotrices
- Matériel futur : 5 Régiolis d'Alstom commandés en décembre 2015 pour la ligne Limoges-Bordeaux.

### Matériel passé
- Autorails X 2800
- Turbotrains
- Autorails X 2100

### Pelliculage
Depuis fin 2013, les TER  du Limousin voient petit à petit leur pelliculage prendre les couleurs du Limousin. En 2015, 38 rames ont eu une nouvelle identité visuelle[réf. nécessaire].